# Patteson Nickalls
Patteson Womersley Nickalls (23 de janeiro de 1877 – 10 de setembro de 1946) é um jogador de pólo britânico medalhista de ouro nos Jogos Olímpicos de Verão de 1908 em Londres.